# Einschleifregelung
Eine Einschleifregelung verhindert bei geringfügiger Überschreitung von Zuverdienstgrenzen die vollständige Rückzahlung von Beihilfen und Förderungen. Der Begriff ist nur in Österreich üblich.
Zahlreiche Beihilfen und Förderungen sind als Voraussetzung an eine bestimmte Einkommenshöhe gebunden. Wird diese Grenze überschritten, erlischt der Anspruch, bereits geleistete Zahlungen müssen rückerstattet werden. Bei Einschleifregelungen wird dagegen nur der über die Grenze hinausgehende Betrag abgezogen.
Eine derartige Regelung besteht etwa seit 2008 in § 8a des österreichischen Kinderbetreuungsgeldgesetzes (KBGG). Die Regelung wurde mit Entscheidung des Verfassungsgerichtshofs vom 27. November 2018 als verfassungsgemäß bestätigt.
Ein weiteres Beispiel ist § 33 Abs. 6 EStG 1988. Der Pensionistenabsetzbetrag vermindert sich gleichmäßig einschleifend zwischen zu versteuernden laufenden Pensionseinkünften von 17 000 Euro und 25 000 Euro auf Null.